# Mýrdalshreppur
Mýrdalshreppur ([ˈmiːrˌtalsˌr̥ɛʰpʏr̥]ⓘ lit. valle pantanoso) es un municipio de Islandia. Se encuentra en el condado de Vestur-Skaftafellssýsla, en el extremo sur de la región de Suðurland y de Islandia.

## Población y territorio
Tiene un área de 760 kilómetros cuadrados. De sus pobladores, 300 viven en el poblado de Vík í Mýrdal, donde además se encuentra el faro Dyrhólaey.

## Galería

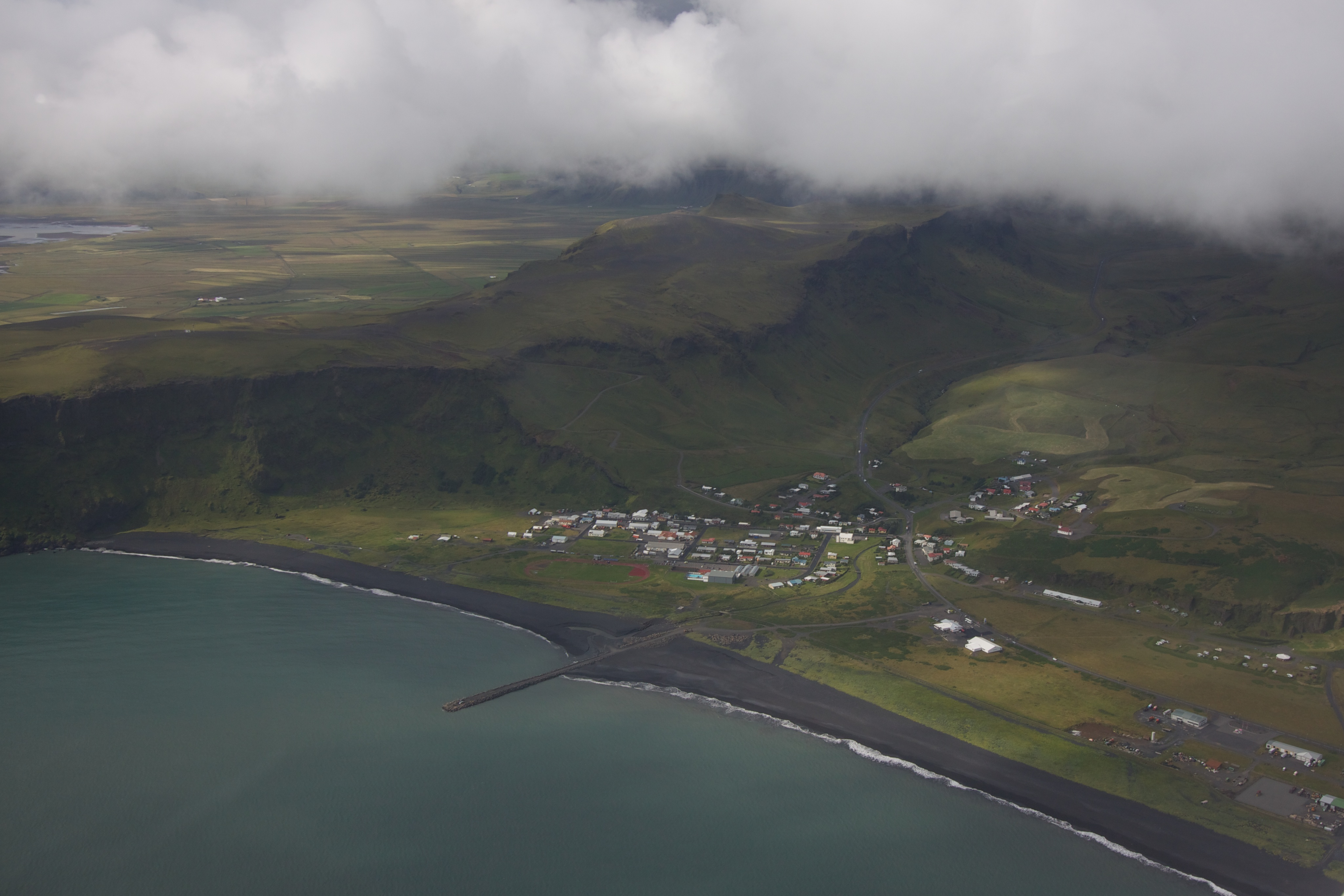
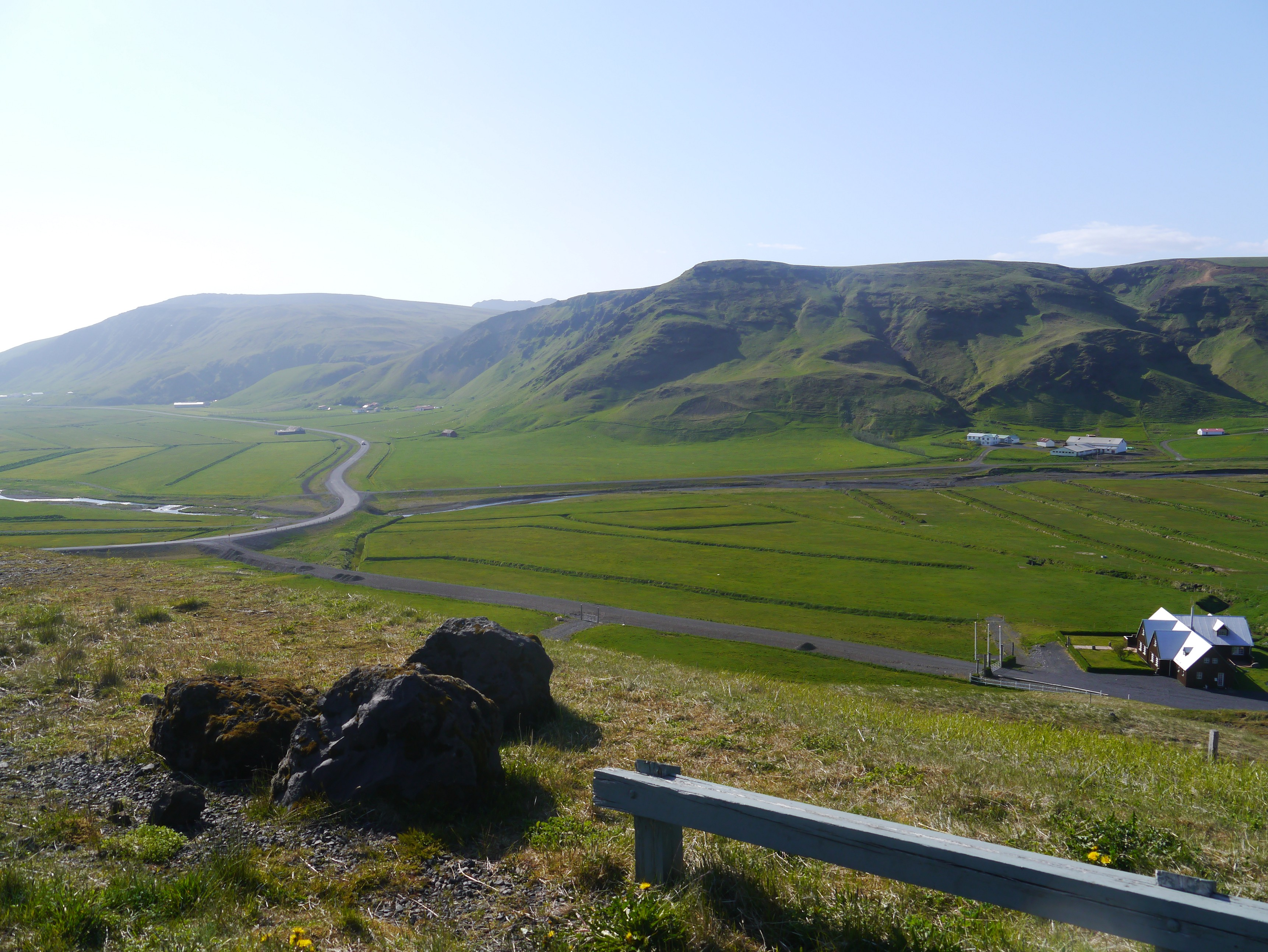
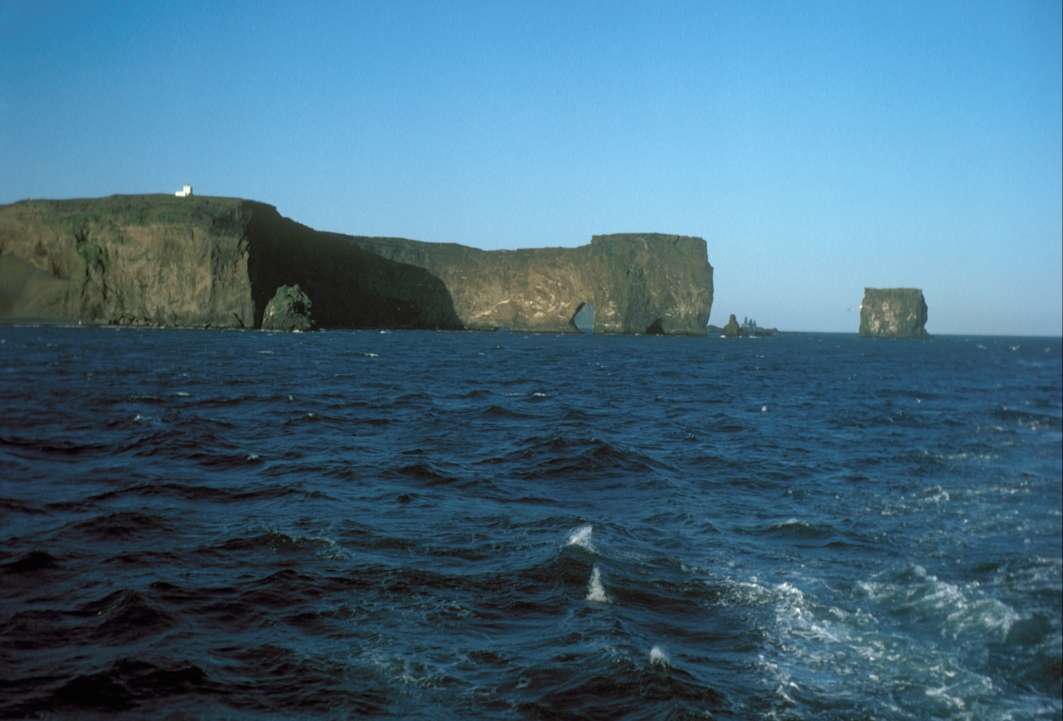